# Nagyrőcei járás
A Nagyrőcei járás (Okres Revúca) Szlovákia Besztercebányai kerületének közigazgatási egysége. Területe 730 km², lakosainak száma 40 918 (2001), székhelye Nagyrőce (Revúca). A járás területe teljes egészében az egykori Gömör-Kishont vármegye területe volt.

## Népessége
| Év:            | 1994.  | 2004.   | 2014.   | 2024.   |
| -------------- | ------ | ------- | ------- | ------- |
| Emberek száma: | 40 982 | 40 699  | 40 205  | 37 676  |
| Eltérés:       |        | -0,69 % | -1,21 % | -6,29 % |

| Év:            | 2023.  | 2024.   |
| -------------- | ------ | ------- |
| Emberek száma: | 37 816 | 37 676  |
| Eltérés:       |        | -0,37 % |

## A Nagyrőcei járás települései
- Alsófalu (Polina)
- Baráttelke (Magnezitovce)
- Deresk (Držkovce)
- Felsőfalu (Chvalová)
- Felsőrás (Rašice)
- Gerlice (Hrlica)
- Gice (Hucín)
- Gömörfalva (Gemerská Ves)
- Gömörliget (Gemerský Sad)
- Gömörrákos (Rákoš)
- Hizsnyó (Chyžné)
- Jolsva (Jelšava)
- Jolsvatapolca (Gemerské Teplice)
- Kakasalja (Muránska Zdychava)
- Kisperlász (Prihradzany)
- Kisvisnyó (Višňové)
- Kövi (Kameňany)
- Lehelfalva (Revúcka Lehota)
- Lévárt (Leváre)
- Lice (Licince)
- Lőkös (Levkuška)
- Lubény (Lubeník)
- Murányalja (Muráň)
- Murányhosszúrét (Muránska Dlhá Lúka)
- Murányhuta (Muránska Huta)
- Murányszabadi (Muránska Lehota)
- Nagyrőce (Revúca)
- Nandrás (Nandraž)
- Otrokocs (Otročok)
- Poloszkó (Ploské)
- Ratkó (Ratková)
- Ratkósebes (Ratkovské Bystré)
- Sajógömör (Gemer)
- Süvete (Šivetice)
- Szásza (Sása)
- Szirk (Sirk)
- Szkáros (Skerešovo)
- Tornalja (Tornaľa)
- Turcsok (Turčok)
- Újvásár (Rybník)
- Vizesrét (Mokrá Lúka)
- Zsór (Žiar)

## Oktatás
A 2024/25-ös év alapiskolai statisztikája. 
|                      | Tanév 2024/25 Alapiskola |          |        |
| Település            | Össz                     | Magyarul | %      |
| Nagyrőcei járás      | 4161                     | 1193     | 28,7%  |
| Tornalja             | 1181                     | 794      | 67,2%  |
| Deresk               | 28                       | 28       | 100,0% |
| Gice                 | 62                       | 12       | 19,4%  |
| Harkács - Gömörfalva | 415                      | 233      | 56,1%  |
| Sajógömör            | 126                      | 126      | 100,0% |